# Лепику
Ле́пику (эст. Lepiku), на письме ранее Иру-Лепику (эст. Iru-Lepiku) — микрорайон в районе Пирита города Таллина, столицы Эстонии. 

## География
Расположен на востоке Таллина. Граничит с микрорайонами Клоостриметса, Лайакюла и Мяхе и волостью Виймси. Представляет собой район малоэтажной застройки частными домами. Площадь — 1,62 км². Плотность населения на 1 января 2023 года — 1032,7 чел/км². 

## Улицы
По территории микрорайона пролегают улицы: Ваксику, Валгута, Келдрику, Кирилазе, Кулдтийва, Лепику, Пылдма, Силмику, Синитийва, Суру, Сюгисласе, Унелиблика, Харксаба и Эску.

## Население
| Численность населения микрорайона Лепику на 1 января по данным Регистра народонаселения | Численность населения микрорайона Лепику на 1 января по данным Регистра народонаселения | Численность населения микрорайона Лепику на 1 января по данным Регистра народонаселения | Численность населения микрорайона Лепику на 1 января по данным Регистра народонаселения | Численность населения микрорайона Лепику на 1 января по данным Регистра народонаселения | Численность населения микрорайона Лепику на 1 января по данным Регистра народонаселения | Численность населения микрорайона Лепику на 1 января по данным Регистра народонаселения | Численность населения микрорайона Лепику на 1 января по данным Регистра народонаселения |
| 2008                                                                                    | 2010                                                                                    | 2011                                                                                    | 2012                                                                                    | 2013                                                                                    | 2014                                                                                    | 2015                                                                                    | 2016                                                                                    |
| --------------------------------------------------------------------------------------- | --------------------------------------------------------------------------------------- | --------------------------------------------------------------------------------------- | --------------------------------------------------------------------------------------- | --------------------------------------------------------------------------------------- | --------------------------------------------------------------------------------------- | --------------------------------------------------------------------------------------- | --------------------------------------------------------------------------------------- |
| 1074                                                                                    | ↗1226                                                                                   | ↗1325                                                                                   | ↗1469                                                                                   | ↗1502                                                                                   | ↗1524                                                                                   | ↘1523                                                                                   | ↗1564                                                                                   |
| 2017                                                                                    | 2018                                                                                    | 2019                                                                                    | 2020                                                                                    | 2021                                                                                    | 2022                                                                                    | 2022                                                                                    |                                                                                         |
| ↗1565                                                                                   | ↗1579                                                                                   | ↗1581                                                                                   | ↗1630                                                                                   | ↗1636                                                                                   | ↗1651                                                                                   | ↗1673                                                                                   |                                                                                         |

## История
В письменных источниках примерно 1900 года упоминается как Ирро-Леппико. Это была деревня, которую начали создавать в 1874 году на оброчных землях; до 1870 года здесь насчитывалось не более трёх хозяйств. Объединена с Таллином в 1945 годуу.

## Общественный транспорт
В Лепику курсирует городской автобус маршрута № 38.

## Галерея
- Микрорайон Лепику
- Вид на микрорайон Лепику с Таллинской телебашни
- Улицы Удеселья и Синилийва
- Улица Кулдтийва
- Рядные жилые дома на улице Лепику